# Acraea ertli
Acraea ertli är en fjärilsart som beskrevs av Aurivillius 1904. Acraea ertli ingår i släktet Acraea och familjen praktfjärilar. Inga underarter finns listade i Catalogue of Life.